# Stipa okmirii
Stipa okmirii är en gräsart som beskrevs av A.V.Dengubenko. Stipa okmirii ingår i släktet fjädergrässläktet, och familjen gräs. Inga underarter finns listade i Catalogue of Life.